# Richard Assheton Cross, 1:e viscount Cross
Richard Assheton Cross (från 1886 1:e viscount Cross), född 30 april 1823, död 8 januari 1914, var en brittisk politiker.
Cross blev advokat 1849, och var 1857-1862 ledamot av underhuset för tories. Han återinvaldes i parlamentet 1868 och blev 1874 inrikesminister i Benjamin Disraelis regering. I det socialpolitiska arbete, som utfördes de följande sex åren, gjorde Cross en betydande insats, inte minst vid utarbetandet av lagen om arbetarbostäder 1875. De redan existerande lagarna om statlig fabriksinspektion blev på hans initiativ reviderade 1878. Cross avgick, då ministären demissionerade 1880. Han var sedan inrikesminister i Salisburys första ministär 1885-1886 och minister för Indien i hans andra ministär, samt storsigillbevarare i hans tredje regering.